# Black Bar 'n' Burger
Black Bar 'n' Burger là một chuỗi cửa hàng bánh hamburger và bar của Israel với 14 địa điểm trên khắp đất nước. Chuỗi cung cấp 12 loại burger khác nhau, tất cả được đặt theo tên của những người trong văn hóa pop Mỹ. Họ cung cấp bánh mì kẹp thịt chay cũng như cung cấp bánh không có gluten, trong nỗ lực mở rộng cơ sở khách hàng của họ. Các địa điểm có quán bar lớn với nhiều loại bia, cocktail và rượu.

## Lịch sử
Black Bar 'n' Burger được thành lập năm 2004 với chi nhánh đầu tiên được mở tại Rehovot. Chuỗi trở nên rất phổ biến rất nhanh. Họ đã mở chi nhánh thứ hai tại Herzliya vào năm 2007, trước khi mở rộng ra bốn chi nhánh vào năm 2008  Năm 2014 họ đã mở rộng ra 14 chi nhánh. Các địa điểm hiện đều thuộc sở hữu của Bukshester và được nhượng quyền.
Chủ sở hữu và đầu bếp của chuỗi là Tzahi Bukshester. Ông ấy có một chương trình truyền hình nấu ăn trên kênh 2 của Israel ngoài việc sở hữu chuỗi. Bukshester được đào tạo để trở thành một đầu bếp ở châu Âu.

## Kashrut
Hầu hết các địa điểm của Black Bar 'n' Burger không áp dụng kosher; tuy nhiên, các địa điểm ở Petah Tikva, Jerusalem, và bốn địa điểm khác thì rộng hơn.